# Stazione meteorologica di Venafro
La stazione meteorologica di Venafro è la stazione meteorologica di riferimento per la località di Venafro.

## Coordinate geografiche
La stazione meteo si trova nell'Italia meridionale, in Molise, in provincia di Isernia, nel comune di Venafro, a 222 metri s.l.m. e alle coordinate geografiche 41°27′N 14°03′E.

## Dati climatologici
In base alla media trentennale di riferimento 1961-1990, la temperatura media del mese più freddo, gennaio, si attesta a +7,3 °C; quella del mese più caldo, agosto, è di +24,9 °C.
| Venafro            | Mesi | Mesi | Mesi | Mesi | Mesi | Mesi | Mesi | Mesi | Mesi | Mesi | Mesi | Mesi | Stagioni | Stagioni | Stagioni | Stagioni | Anno |
| Venafro            | Gen  | Feb  | Mar  | Apr  | Mag  | Giu  | Lug  | Ago  | Set  | Ott  | Nov  | Dic  | Inv      | Pri      | Est      | Aut      | Anno |
| ------------------ | ---- | ---- | ---- | ---- | ---- | ---- | ---- | ---- | ---- | ---- | ---- | ---- | -------- | -------- | -------- | -------- | ---- |
| T. max. media (°C) | 10,9 | 11,5 | 14,7 | 18,6 | 23,0 | 27,3 | 30,9 | 31,1 | 26,6 | 21,3 | 15,2 | 12,5 | 11,6     | 18,8     | 29,8     | 21,0     | 20,3 |
| T. min. media (°C) | 3,6  | 3,8  | 6,0  | 9,2  | 12,5 | 16,3 | 18,7 | 18,7 | 16,5 | 12,4 | 8,0  | 5,5  | 4,3      | 9,2      | 17,9     | 12,3     | 10,9 |